# Wereldkampioenschap superbike van Hockenheim 1999
Het wereldkampioenschap superbike van Hockenheim 1999 was de twaalfde ronde van het wereldkampioenschap superbike en de elfde en laatste ronde van het wereldkampioenschap Supersport 1999. De races werden verreden op 12 september 1999 op de Hockenheimring Baden-Württemberg nabij Hockenheim, Duitsland.
Carl Fogarty werd gekroond tot kampioen in de superbike-klasse met een overwinning in de eerste race van het weekend, wat genoeg was om zijn laatste concurrenten Troy Corser en Colin Edwards voor te kunnen blijven. Stéphane Chambon werd gekroond tot kampioen in de Supersport-klasse, aangezien zijn laatste concurrent Piergiorgio Bontempi niet deelnam aan de race.

## Superbike

### Race 1
| Pos | Nr  | Rijder                | Constructeur | Rondes | Tijd         | Grid | Punten |
| --- | --- | --------------------- | ------------ | ------ | ------------ | ---- | ------ |
| 1   | 1   | Carl Fogarty          | Ducati       | 13     | 26:19.818    | 7    | 25     |
| 2   | 111 | Aaron Slight          | Honda        | 13     | +0.227       | 1    | 20     |
| 3   | 4   | Akira Yanagawa        | Kawasaki     | 13     | +5.106       | 4    | 16     |
| 4   | 5   | Colin Edwards         | Honda        | 13     | +5.408       | 5    | 13     |
| 5   | 41  | Noriyuki Haga         | Yamaha       | 13     | +10.198      | 8    | 11     |
| 6   | 6   | Gregorio Lavilla      | Kawasaki     | 13     | +22.903      | 12   | 10     |
| 7   | 21  | Katsuaki Fujiwara     | Suzuki       | 13     | +23.297      | 10   | 9      |
| 8   | 9   | Peter Goddard         | Aprilia      | 13     | +23.584      | 9    | 8      |
| 9   | 15  | Igor Jerman           | Kawasaki     | 13     | +23.648      | 13   | 7      |
| 10  | 22  | Vittoriano Guareschi  | Yamaha       | 13     | +26.564      | 11   | 6      |
| 11  | 31  | Michele Malatesta     | Ducati       | 13     | +36.967      | 14   | 5      |
| 12  | 39  | Alessandro Gramigni   | Yamaha       | 13     | +37.128      | 20   | 4      |
| 13  | 33  | Robert Ulm            | Kawasaki     | 13     | +37.281      | 15   | 3      |
| 14  | 19  | Lucio Pedercini       | Ducati       | 13     | +56.131      | 19   | 2      |
| 15  | 27  | Frédéric Protat       | Ducati       | 13     | +56.271      | 21   | 1      |
| 16  | 63  | Jochen Schmid         | Kawasaki     | 13     | +1:07.629    | 17   |        |
| 17  | 80  | Werner Dimperl        | Ducati       | 13     | +1:23.864    | 27   |        |
| 18  | 55  | Mauro Lucchiari       | Yamaha       | 13     | +1:25.995    | 23   |        |
| 19  | 71  | Thierry Mulot         | Ducati       | 13     | +1:36.792    | 26   |        |
| 20  | 23  | Jiří Mrkývka          | Ducati       | 13     | +1:37.627    | 28   |        |
| 21  | 60  | Normann Manz          | Suzuki       | 13     | +1:57.696    | 29   |        |
| 22  | 18  | Carlos Macias Perdomo | Ducati       | 13     | +1:58.006    | 31   |        |
| 23  | 40  | Giuliano Sartoni      | Ducati       | 12     | +1 ronde     | 30   |        |
| DNF | 11  | Troy Corser           | Ducati       | 10     | Uitgevallen  | 2    |        |
| DNF | 38  | Lance Isaacs          | Ducati       | 10     | Uitgevallen  | 22   |        |
| DNF | 7   | Pierfrancesco Chili   | Suzuki       | 8      | Uitgevallen  | 6    |        |
| DNF | 24  | Vladimír Karban       | Suzuki       | 8      | Uitgevallen  | 25   |        |
| DNF | 16  | Andreas Meklau        | Ducati       | 6      | Uitgevallen  | 3    |        |
| DNF | 73  | Lothar Kraus          | Kawasaki     | 4      | Uitgevallen  | 32   |        |
| DNS | 75  | Jürgen Oelschläger    | Yamaha       | 0      | Niet gestart | 16   |        |
| DNS | 29  | Roger Kellenberger    | Honda        | 0      | Niet gestart | 18   |        |
| DNS | 70  | Giovanni Bussei       | Suzuki       | 0      | Niet gestart | 24   |        |

### Race 2
| Pos | Nr  | Rijder                | Constructeur | Rondes | Tijd         | Grid | Punten |
| --- | --- | --------------------- | ------------ | ------ | ------------ | ---- | ------ |
| 1   | 7   | Pierfrancesco Chili   | Suzuki       | 14     | 28:26.624    | 6    | 25     |
| 2   | 1   | Carl Fogarty          | Ducati       | 14     | +0.342       | 7    | 20     |
| 3   | 111 | Aaron Slight          | Honda        | 14     | +0.423       | 1    | 16     |
| 4   | 4   | Akira Yanagawa        | Kawasaki     | 14     | +0.459       | 4    | 13     |
| 5   | 5   | Colin Edwards         | Honda        | 14     | +1.162       | 5    | 11     |
| 6   | 16  | Andreas Meklau        | Ducati       | 14     | +5.990       | 3    | 10     |
| 7   | 11  | Troy Corser           | Ducati       | 14     | +13.825      | 2    | 9      |
| 8   | 6   | Gregorio Lavilla      | Kawasaki     | 14     | +17.078      | 12   | 8      |
| 9   | 41  | Noriyuki Haga         | Yamaha       | 14     | +17.135      | 8    | 7      |
| 10  | 21  | Katsuaki Fujiwara     | Suzuki       | 14     | +17.377      | 10   | 6      |
| 11  | 31  | Michele Malatesta     | Ducati       | 14     | +24.923      | 14   | 5      |
| 12  | 22  | Vittoriano Guareschi  | Yamaha       | 14     | +28.869      | 11   | 4      |
| 13  | 63  | Jochen Schmid         | Kawasaki     | 14     | +41.019      | 17   | 3      |
| 14  | 39  | Alessandro Gramigni   | Yamaha       | 14     | +41.335      | 20   | 2      |
| 15  | 38  | Lance Isaacs          | Ducati       | 14     | +59.738      | 22   | 1      |
| 16  | 27  | Frédéric Protat       | Ducati       | 14     | +1:24.894    | 21   |        |
| 17  | 80  | Werner Dimperl        | Ducati       | 14     | +1:25.875    | 27   |        |
| 18  | 55  | Mauro Lucchiari       | Yamaha       | 14     | +1:26.485    | 23   |        |
| 19  | 23  | Jiří Mrkývka          | Ducati       | 14     | +1:38.079    | 28   |        |
| 20  | 24  | Vladimír Karban       | Suzuki       | 14     | +1:38.286    | 25   |        |
| 21  | 60  | Normann Manz          | Suzuki       | 14     | +1:59.490    | 29   |        |
| 22  | 73  | Lothar Kraus          | Kawasaki     | 13     | +1 ronde     | 32   |        |
| DNF | 33  | Robert Ulm            | Kawasaki     | 11     | Uitgevallen  | 15   |        |
| DNF | 18  | Carlos Macias Perdomo | Ducati       | 10     | Uitgevallen  | 31   |        |
| DNF | 71  | Thierry Mulot         | Ducati       | 4      | Uitgevallen  | 26   |        |
| DNF | 19  | Lucio Pedercini       | Ducati       | 4      | Uitgevallen  | 19   |        |
| DNF | 40  | Giuliano Sartoni      | Ducati       | 1      | Uitgevallen  | 30   |        |
| DNS | 9   | Peter Goddard         | Aprilia      | 0      | Niet gestart | 9    |        |
| DNS | 15  | Igor Jerman           | Kawasaki     | 0      | Niet gestart | 13   |        |
| DNS | 75  | Jürgen Oelschläger    | Yamaha       | 0      | Niet gestart | 16   |        |
| DNS | 29  | Roger Kellenberger    | Honda        | 0      | Niet gestart | 18   |        |
| DNS | 70  | Giovanni Bussei       | Suzuki       | 0      | Niet gestart | 24   |        |

## Supersport
| Pos | Nr | Rijder                | Constructeur | Rondes | Tijd                | Grid | Punten |
| --- | -- | --------------------- | ------------ | ------ | ------------------- | ---- | ------ |
| 1   | 12 | Iain MacPherson       | Kawasaki     | 14     | 30:05.421           | 3    | 25     |
| 2   | 23 | Rubén Xaus            | Yamaha       | 14     | +0.446              | 2    | 20     |
| 3   | 3  | Stéphane Chambon      | Suzuki       | 14     | +0.494              | 1    | 16     |
| 4   | 74 | Karl Harris           | Suzuki       | 14     | +1.264              | 5    | 13     |
| 5   | 21 | Jörg Teuchert         | Yamaha       | 14     | +1.401              | 4    | 11     |
| 6   | 1  | Fabrizio Pirovano     | Suzuki       | 14     | +4.811              | 13   | 10     |
| 7   | 6  | Cristiano Migliorati  | Suzuki       | 14     | +5.296              | 14   | 9      |
| 8   | 17 | Pere Riba             | Honda        | 14     | +5.621              | 7    | 8      |
| 9   | 8  | Wilco Zeelenberg      | Yamaha       | 14     | +7.420              | 10   | 7      |
| 10  | 22 | Christian Kellner     | Yamaha       | 14     | +7.572              | 6    | 6      |
| 11  | 16 | Sébastien Charpentier | Honda        | 14     | +8.041              | 8    | 5      |
| 12  | 35 | Christophe Cogan      | Yamaha       | 14     | +13.573             | 28   | 4      |
| 13  | 19 | Walter Tortoroglio    | Suzuki       | 14     | +20.024             | 15   | 3      |
| 14  | 31 | Vittorio Iannuzzo     | Yamaha       | 14     | +20.361             | 24   | 2      |
| 15  | 25 | William Costes        | Honda        | 14     | +20.430             | 9    | 1      |
| 16  | 26 | Roberto Teneggi       | Ducati       | 14     | +20.791             | 17   |        |
| 17  | 42 | David Checa           | Ducati       | 14     | +20.883             | 21   |        |
| 18  | 70 | Igor Antonelli        | Yamaha       | 14     | +22.120             | 27   |        |
| 19  | 20 | Werner Daemen         | Yamaha       | 14     | +29.506             | 16   |        |
| 20  | 46 | Mauro Sanchini        | Suzuki       | 14     | +33.693             | 22   |        |
| 21  | 95 | Marc Fissette         | Yamaha       | 14     | +37.356             | 26   |        |
| 22  | 52 | James Toseland        | Honda        | 14     | +37.407             | 12   |        |
| 23  | 15 | Marco Risitano        | Kawasaki     | 14     | +37.677             | 30   |        |
| 24  | 24 | Francesco Monaco      | Ducati       | 14     | +37.770             | 34   |        |
| 25  | 33 | Luca Conforti         | Suzuki       | 14     | +40.791             | 32   |        |
| 26  | 18 | Camillo Mariottini    | Ducati       | 14     | +41.220             | 19   |        |
| 27  | 37 | Marco Borciani        | Honda        | 14     | +1:18.013           | 33   |        |
| 28  | 66 | Maik Stief            | Yamaha       | 13     | +1 ronde            | 29   |        |
| DNF | 69 | Serafino Foti         | Ducati       | 9      | Uitgevallen         | 35   |        |
| DNF | 76 | Karl Muggeridge       | Honda        | 8      | Uitgevallen         | 11   |        |
| DNF | 27 | Roberto Panichi       | Bimota       | 7      | Uitgevallen         | 20   |        |
| DNF | 79 | Ferdinando Di Maso    | Kawasaki     | 3      | Uitgevallen         | 31   |        |
| DNF | 83 | Gérald Muteau         | Ducati       | 3      | Uitgevallen         | 37   |        |
| DNF | 91 | Larry Pegram          | Ducati       | 2      | Uitgevallen         | 18   |        |
| DNF | 75 | Wim Theunissen        | Yamaha       | 0      | Ongeluk             | 23   |        |
| DNF | 48 | Felisberto Teixeira   | Honda        | 0      | Uitgevallen         | 36   |        |
| DNS | 5  | Massimo Meregalli     | Yamaha       | 0      | Niet gestart        | 25   |        |
| DNQ | 4  | Paolo Casoli          | Ducati       | 0      | Niet gekwalificeerd |      |        |
| DNQ | 44 | Claude-Alain Jäggi    | Honda        | 0      | Niet gekwalificeerd |      |        |
| DNQ | 68 | H. Nickel             | Yamaha       | 0      | Niet gekwalificeerd |      |        |

## Tussenstanden na wedstrijd

### Superbike
| Pos | Nr  | Rijder         | Team     | Punten |
| --- | --- | -------------- | -------- | ------ |
| 1   | 1   | Carl Fogarty   | Ducati   | 458    |
| 2   | 11  | Troy Corser    | Ducati   | 351    |
| 3   | 5   | Colin Edwards  | Honda    | 347    |
| 4   | 111 | Aaron Slight   | Honda    | 320    |
| 5   | 4   | Akira Yanagawa | Kawasaki | 267    |

### Supersport
| Pos | Nr | Rijder               | Team     | Punten |
| --- | -- | -------------------- | -------- | ------ |
| 1   | 3  | Stéphane Chambon     | Suzuki   | 153    |
| 2   | 12 | Iain MacPherson      | Kawasaki | 130    |
| 3   | 7  | Piergiorgio Bontempi | Yamaha   | 116    |
| 4   | 21 | Jörg Teuchert        | Yamaha   | 108    |
| 5   | 23 | Rubén Xaus           | Yamaha   | 101    |

1988 · 1989 · 1990 · 1991 · 1992 · 1993 · 1994 · 1995 · 1996 · 1997 · 1999 · 2000